# Грбови рејона Саратовске области
Грбови рејона Саратовске области обухвата галерију грбова административних јединица руске области — Саратовске области, са статусом градских округа и рејона, те њихове историјске грбове (уколико их има).
Већина грбова настала је након успостављања Руске Федерације и Саратовске области, као њеног саставног субјекта.

## Грбови округа и рејона
- Грб округа 
 Саратов
- Грб округа 
 Пугачов
- 1 — Грб рејона 
 Александрово-Гајски
- 2 — Грб рејона 
 Аркадакски
- 3 — Грб рејона 
 Аткарски
- 4 — Грб рејона 
 Базарно-Карабулакски
- 5 — Грб рејона 
 Балаковски
- 6 — Грб рејона 
 Балашовски
- 7 — Грб рејона 
 Балтајски
- 8 — Грб рејона 
 Вољски
- 9 — Грб рејона 
 Воскресенски
- 10 — Грб рејона 
 Дергачјовски
- 11 — Грб рејона 
 Духовнички
- 12 — Грб рејона 
 Јекатериновски
- 13 — Грб рејона 
 Јершовски
- 14 — Грб рејона 
 Ивантејевски
- 15 — Грб рејона 
 Калињински
- 16 — Грб рејона 
 Красноармејски
- 17 — Грб рејона 
 Краснокутски
- 18 — Грб рејона 
 Краснопартизански
- 19 — Грб рејона 
 Лисогорски
- 20 — Грб рејона 
 Марксовски
- 21 — Грб рејона 
 Новобурашки
- 22 — Грб рејона 
 Новоузјенски
- 23 — Грб рејона 
 Озински
- 24 — Грб рејона 
 Перјељупски
- 25 — Грб рејона 
 Петровски
- 26 — Грб рејона 
 Питерски
- 27 — Грб рејона 
 Пугачовски
- 28 — Грб рејона 
 Ровенски
- 29 — Грб рејона 
 Романовски
- 30 — Грб рејона 
 Ртишчевски
- 31 — Грб рејона 
 Самојловски
- 32 — Грб рејона 
 Саратовски
- 33 — Грб рејона 
 Совјетски
- 34 — Грб рејона 
 Татишчевски
- 35 — Грб рејона 
 Турковски
- 36 — Грб рејона 
 Фјодоровски
- 37 — Грб рејона 
 Хвалински
- 38 — Грб рејона 
 Енгелски